# Coloradisaure
El coloradisaure (Coloradisaurus, "llangardaix de Colorados") és un gènere de dinosaure prosauròpode que va viure en el Triàsic superior. Les seves restes fòssils s'han trobat a l'Argentina. L'espècie tipus, C. brevis, fou descrita formalment per Jose Bonaparte l'any 1978. Podia haver sigut un espècimen adult de Mussaurus. Originalment se l'anomenà Coloradia, però aquest nom ja s'havia assignat a una arna, i aleshores el dinosaure fou reanomenat. Els fòssils de coloradisaure s'han trobat en estrats que daten del Norià, fa entre 221 i 210 milions d'anys.